# عبد الرحمن قيروش (باكو)
هو عبد الرحمان قيروش الفنان البوهيمي الملقب ب«بــاكو»، موسيقى تراثية مغربية. كان في الأصل فنان موسيقى غناوة قبل الالتحاق بفرقة ناس الغيوان سنة 1974، تفنن في الألوان الگناوية وملوك الحال، إضافة إلى هوايته أو حرفته الأصلية المتمثلة في فن النقش على خشب العرعار.

## البدايات والإندماج بفرقة ناس الغيوان

عبد الرحمان قيروش رفقة أعضاء فرقة ناس الغيوان، الثاني يمينا إلى جنب الراحل بوجميع

كان باكو يتقن فن النقش التقليدي على خشب العرعار. وهو مجال لا يخرج عن إطار المجال الفني والإبداعي، اهتم الراحل، منذ صغره بموسيقى كناوة المغربية، وبالزجل التراثي الصوفي، وتغذى بثقافته وتقاليده وعاداته الفنية، التي طبع بها مجموعة ناس الغيوان في بداية عقد السبعينيات، عندما أكسب أغانيها روحانية تراثية فريدة، عن طريق المزج بين مدرستين فرضتا مبادئهما، «ناس الغيوان» المتبنية للأصوات الرافضة والمختلفة في تاريخ ما عرف في المغرب بـ ‘سنوات الرصاص’، و«تاغناويت» العائمة في بحر الروحانيات ومقارعة الألم، تلك البصمة التي ظهرت من خلال العديد من الأغاني «غير خذوني، لله غير خذوني» و«نرجاك أنا الا مشيت»، كلها بقيت راسخة في الذاكرة الفنية التراثية وفي الخزانة الفنية المغربية.
تعرف عليه الجمهور المغربي بعد ظهوره في بداية الأمر بين أعضاء مجموعة جيل جيلالة، وكان الراحل بوجميع أحد مؤسسي وصانعي فرقة ناس الغيوان يبحث عن عازف ماهر على آلة «الكنبري» المعروفة أيضا بآلة «السنتير». كان انتقال بوجميع إلى مراكش للاتصال بفنان آخر، لكن الأقدار جعلته يلتقي بعبد الرحمان قيروش، فاعجب بموهبته الفنية، واقترح عليه الاشتغال مع المجموعة. فحمل باكو سنتيره وسار مع بوجميع إلى مقر ناس الغيوان، العاصمة الفنية والإبداعية لمدينة الدار البيضاء قديما المعروفة بالحي المحمدي.
العربي باطما كان يناديه ب «لمعلم»، ولم يكن العربي باطما يمنحه هذا اللقب اعتباطا، فهو يعرف جيدا ما أضفته أنامل باكو على زخم المجموعة الفني، كما يعرف رصيده في عوالم كناوة وحمادشة وغيرها مما يزخر به التراث المغربي الأصيل والمتنوع.
إنه ملك الكنبري بدون منازع، وكما كانت أنامله تبدع في تحريك أوتار السنيترة، كما أبدعت فن النقش على عود الأرك، فهي أيضا كانت تبدع في صناعة آلة الكنبري الخاصة به، التي يصنعها بنفسه.
كما وصفه الفنان العالمي جيمي هندريكس «طبيب الأشباح»، فقد كان جيمي هاندريكس يأتي إلى الصويرة عاصمة «الهيبيزم» في الستينات والسبعينات ليعيش عوالم إيقاعات كناوة والموسيقى التراثية المغربية، أصبح هاندريكس يأتي خصيصا من أجله، ويحضر معه «الليلة الكناوية» ويعزف إلى جانبه في الحضرة.

## الانسحاب بصمت

باكو أقصى يمين الصورة مع مجموعة ناس الغيوان، واستمرارية خطها الفني بعد وفاة بوجميع وهو أحد أهم مؤسسي المجموعة الغيوانية

غادر البوهيمي فرقة «ناس الغيوان»، بعد خلاف مع أحد عناصرها القدامى، وهو عمر السيد، ليؤسس فرقة كناوية مستقلة باسم «باكو»،  ويستقر في رحاب البوهيمية، والكناوية والصوفية أو جذبة «الحال» كما هو معروف لدى الغيوان، أو ما يعتبره الإغريقيون القدامى بمثابة ضرب من الهوس، وهي عوالم تقوم عليها الموسيقى الكناوية التي تتأسس على عزف «المعلم» على آلة الكنبري.

## المنية
بعد أن اختار الابتعاد عن الأضواء والاستقرار بمدينة الرياح، الصويرة، قبل أن يتسلل إلى جسده المرض ليبدأ صراعا من نوع آخر هو الأخطر في حياته، بعد معاناة طويلة مع المرض، جعلته طريح الفراش لسنوات طويلة بمنزله بالدار البيضاء. ليرحل عن حياة الدنيا بإحدى مصحات الدار البيضاء، عن سن 64 سنة، 
رحل «المعلّم» باكو مهملا بسيطا في حياته المادية، فقيرا إلى ربه، ولكن أعطى الكثير لتراث الوطن، وتشكيل أسطورة الإيوان التي تتغذى كل يوم بـ ‘دراما رحيل فنان حيققي’ لم ينطقوا بها، أو سموا أنفسهم بها، ولكن التاريخ وحده يدون القيمة الفنية والتاريخية والثقافية وما أهدوه للمغرب والمغرب العربي والمغاربة جميعا، «الملعم باكو»، كان أحد هؤلاء بامتياز.

## وصلات خارجية
- مقالة في أغنية«فين غادي بيا خويا..» الغيوانية على مدونة بوعلام عصامي
- ثقافة وفن: موقع الجزيرة.نت"ناس الإيوان..ملحمة جيل مبدع
- موقع الجزيرة.نت «الثورة الأصيلة والتجديد في الموسيقى العربية بين الوعي الفني الإنساني والوعي الأيديولوجي»